# Centla

Położenie gminy Centla na mapie stanu Tabasco

Centla – gmina we wschodniej części meksykańskiego stanu Tabasco, położona na wybrzeżu Zatoki Meksykańskiej, u podstawy półwyspu Jukatan. Jest jedną z 17 gmin w tym stanie. Siedzibą władz gminy jest miasto Frontera. Nazwa gminy pochodzi od słów w indiańskim języku Nahuatl Sen-tla, które w dosłownym tłumaczeniu oznaczają Na kukurydzianym polu
Ludność gminy Centla w 2010 roku liczyła 102 110 mieszkańców, co czyni ją przeciętnej liczebności gminą w stanie Tabasco.

## Geografia gminy
Powierzchnia gminy wynosi 3093 km² i zajmuje 10,8% powierzchni stanu, co czyni ją czwartą pod względem powierzchni w stanie Tabasco. Obszar gminy jest równinny a położenie w pobliżu zatoki sprawia, że powierzchnia jest wyniesiona ponad poziom morza średnio o tylko 10 m. Teren w dużej części pokryty jest lasami, które mają charakter lasów deszczowych. Na terenie gminy znaczna część pokryta jest wodami, gdyż kończą bieg dwie duże rzeki Grijalva i Usumacinta, a także jest kilka dużych jezior. Klimat jest bardzo ciepły ze średnią roczną temperaturą wynoszącą 30,8 °C, i średnią minimalną wynoszącą 20,5 °C. Wiatry znad Morza Karaibskiego przynoszą dużą ilość gwałtownych opadów (głównie w lecie) czyniąc klimat wilgotnym opadami na poziomie 1695,7 mm rocznie.

## Gospodarka
Spośród całej ludności tylko około 35% jest aktywnych ekonomicznie spośród 65% w wieku produkcyjnym co sprawia, że gmina należy do ubogich. Ludność gminy jest zatrudniona według ważności w następujących gałęziach: rolnictwie, hodowli i rybołówstwie, a także w przemyśle petrochemicznym, zakładach bazujących na pracy ręcznej, usługach i turystyce. Najczęściej uprawia się kukurydzę, fasolę oraz arbuzy i inne gatunki ogrodnicze. Z hodowli najpowszechniejsza jest hodowla bydła mięsnego.